# Tégument (botanique)
Pour les articles homonymes, voir Tégument.

En botanique, le tégument est un tissu différencié formant une enveloppe autour de divers organes, notamment l'ovule et la graine. Chez les Orchidées, le tégument des minuscules et abondantes graines est nommé « testa »
Le terme vient du latin tegumentum, « ce qui enveloppe », « ce qui couvre ».